# Tristan Derème
Philippe Huc, mest känd under pseudonymen Tristan Derème, född 13 februari 1889, död 24 oktober 1941, var en fransk författare.
Philippe Huc har skrivit elegant och ironisk poesi i klassicismens maner. Hans främsta inspiratörer var Clément Marot, Théophile Gautier och Jean de La Fontaine. Bland hans verk märks Les ironies sentimentales (1909), La verdure dorée (1922), samt L'enlèvement sans clair de lune (1924).